# 多倫多市旗
多倫多市旗是加拿大城市多倫多的市旗，由Renato De Santis設計，多倫多市議會通過。旗幟為藍底，繪有白線的多倫多市政廳圖案，底部有紅色楓葉圖案。 

## 外部連結
- 世界旗帜网（FOTW）的Toronto, Ontario